# Pinszk
Pinszk (Пінск, oroszul Пинск, lengyelül Pińsk) nagyváros Fehéroroszország déli részén, a Breszti terület Pinszki járásának székhelye. 1938–1954 között a Pinszki terület székhelye volt. Közigazgatási területe 43,3 km². A Pripjaty és a Pina folyó összefolyásánál fekszik, a Poleszje erdős-mocsaras síkvidékén, Breszttől 178 km-re keletre.

## Történelem
Az első írásos említése 1097-ből származik, ekkor Pineszk néven a Turovi fejedelemség része volt. Nevét a Pina-folyóról kapta. Később hercegségi székhely is volt. 1239-ben a tatárok elpusztították. 1320-ban Navahrudak uralkodói foglalták el és a Litván Nagyfejedelemséghez csatolták, majd 1521-ben Lengyelországhoz került. 1581-ben magdeburgi városi jogokat kapott. Ekkoriban vajdasági székhely is volt.

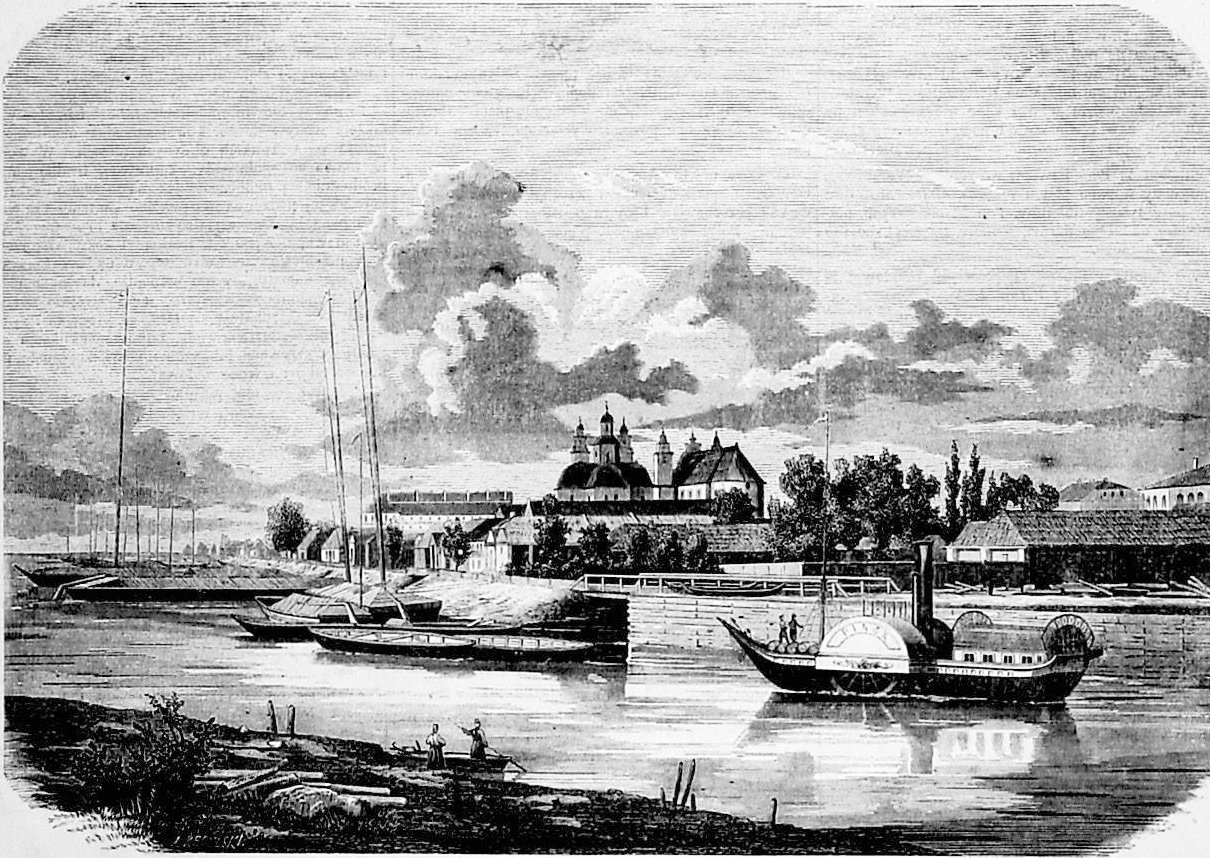
Pinszk 1863-ban

1640-ben Bohdan Hmelnickij kozákjai elfoglalták és felgyújtották a várost, a lengyel és zsidó lakosság elleni pogromban 24 ezren vesztették életüket. 1648-ban az orosz csapatok gyújtották fel a várost. Súlyos károkat szenvedett az orosz–lengyel háború (1654–1667) során is, de XII. Károly svéd király csapatai is felgyújtották 1706-ban. 1793-ban a cári birodalomhoz csatolták. 1910-ben 36 400 lakosa volt. 1915. szeptember 15-én elfoglalták a németek. 1920-ban Lengyelországhoz csatolták. 1921. szeptember 7-én egy tűzvészben csaknem az egész belváros megsemmisült.
1939-ben a Belorusz Szovjet Szocialista Köztársasághoz került és területi (oblaszty) székhely lett. Ekkoriban lakosságának (44 000 fő) felét a zsidók alkották, akiket a német megszállás (1941. július 1. – 1944. július 14. ) alatt koncentrációs táborokba hurcoltak. A háború után az ipari fejlesztésre kijelölt városok közé tartozott, így gyors növekedésnek indult (1959-ben 41 500, 1986-ban 112 600 lakos). A Poleszje mocsarainak termőterületté alakításának programját (talajmelioráció) Pinszkből irányították.

## Gazdaság
Legrégibb ipari ágazata a fafeldolgozás, mely elsősorban az 1880-ban alapított Pinszkdrev nagyvállalat képvisel. A Progressz-Vulkan gyufagyárat 1892-ben alapították. A településen élelmiszeripar (tejfeldolgozás), műbőrgyártás, alkatrészgyártás és kisebb hőerőmű is van.

## Közlekedés
Pinszk a Breszt-Homel vasútvonal fontos állomása. Az M10-es főúttal 9 km-es bekötőút köti össze. A P6-os főút Sztolinnal (58 km) és Ivacevicsivel (94 km) köti össze. Folyami kikötő a Pina-folyón. Városi autóbusz közlekedés 1946 augusztusa óta.

## Nevezetességek
- A Jezsuita kollégium épülete 1631-ben épült reneszánsz-barokk stílusban.
- Butrimovics-kastély 1784–1790 között épült klasszicista stílusban.
- Borromeo Szent Károly-templom 1770–1782 között épült barokk stílusban.
- Szent Barbara-templom – a bencés rend építtette 1786-ban barokk stílusban.
- Helytörténeti múzeumát 1926-ban nyitották meg.
- Ferences kolostor – 1396-ban alapították, az épületegyüttes a 17. században épült barokk stílusban. A kolostorhoz tartozó Uszpenszkij-templom (1712–1730) az ország egyik legszebb barokk temploma. A harangtorony 1817-ben épült.
- Szent Tódor székesegyház – az 1990-es években épült neoromán stílusban.
- Zsinagóga – 1900-ban épült, 1995-ben kapta vissza a zsidó hitközség.
- Harangtorony a 17–18. század fordulóján épült.

## Híres lakosai
- Ryszard Kapuściński (1932–2007) – lengyel újságíró itt született.
- Jakub Kolasz – belarusz nemzeti költő itt élt és alkotott 1912–1914 között.
- Simon Smith Kuznets  (1901–1985) – amerikai–orosz Nobel-díjas (1971) közgazdász itt született.
- Golda Meir (1898–1978) – izraeli kormányfő itt élt 1903–1906 között.
- Napoleon Orda (1807–1883) – belorusz zeneszerző, festő a közeli Varacevicsiben született.